# Sinumelon wilpenensis
Sinumelon wilpenensis är en snäckart som först beskrevs av Tate 1894.  Sinumelon wilpenensis ingår i släktet Sinumelon och familjen Camaenidae. Inga underarter finns listade i Catalogue of Life.